# Benedicto de Moraes Menezes
Benedicto de Moraes Menezes, genannt Benedicto oder Benedicto Zacconi, (* 30. Oktober 1906 in Pelotas; † 11. Februar 1944) war ein brasilianischer Fußballnationalspieler.

## Karriere
Benedicto startete seine Laufbahn beim Clube de Regatas Brasil in Maceió. Schon bald wechselte er nach Rio de Janeiro zum Botafogo FR. Nach einer Zwischenstation beim Fluminense FC führte ihn sein weiterer Weg nach Italien zum FC Turin. Hier blieb zwei Jahre und soll in 57 Spielen sieben Tore erzielt haben. 1935 wechselte er zu Lazio Rom. Dort erzielte er in 110 Spielen vier Tore.
Er war Mitglied der Nationalmannschaft bei der Fußball-Weltmeisterschaft 1930. Beim Spiel gegen Bolivien am 20. Juli kam er zum Einsatz. 1932 konnte er mit dem Team die Copa Rio Branco gewinnen. Die nachstehenden Einsätze in der Nationalmannschaft sind nachgewiesen.
Offizielle Länderspiele
- 22. Juli 1930 gegen Bolivien, Ergebnis: 4:0 (Fußball-Weltmeisterschaft)
- 10. August 1930 gegen Jugoslawien, Erbgebnis: 4:1 (1 Tor)
- 4. Dezember 1932 gegen Uruguay, Ergebnis: 2:1 (Copa Rio Branco)

Inoffizielle Spiele
- 8. Dezember 1932 gegen Club Atlético Peñarol, Ergebnis: 1:0

## Erfolge
Botafogo
- Campeonato Carioca: 1930, 1932

Nationalmannschaft
- Copa Río Branco: 1932